# جوایز گلد دیسک ژاپن
جایزه گلد دیسک ژاپن (日本ゴールドディスク大賞 Nihon Gōrudo Disuku Taishō) (انگلیسی: Japan Gold Disc Award) مراسم اهدای جوایزی است که توسط انجمن صنعت ضبط ژاپن در زمینهٔ موسیقی ارائه می‌شود.